# Jacques Pivin
Jacques Pivin (22 janvier 1931, Berchem-Sainte-Agathe -- 7 juillet 2010) est un homme politique belge, membre du Parti réformateur libéral (PRL) . Bourgmestre de Koekelberg durant 21 ans, son fils Philippe Pivin lui succède en 2001.
Il est administrateur de société.  Chevalier de l'Ordre de la Couronne. Officier de l'Ordre de Léopold. Officier de réserve. 

## Carrière politique
- Bourgmestre de Koekelberg de 1980 à 2001.
- Député du 13 octobre 1985 au 12 avril 1995 : 46e législature de la Chambre des représentants ; 47e législature de la Chambre des représentants ; 48e législature de la Chambre des représentants.